# Oberkeitenthal
Oberkeitenthal war ein Gemeindeteil von Griffenwang im ehemaligen Landkreis Parsberg und ist im Truppenübungsplatz Hohenfels zur Wüstung geworden.

## Geographische Lage
Die Einöde lag im Oberpfälzer Jura der Fränkischen Alb auf circa 480 m über NHN ca. 2,5 km südlich des Tales der Lauterach, im Osten, Süden und Westen umschlossen von Erhebungen, die bis 587 m ü. NHN (Hindelberg im Südwesten) ansteigen. 

## Geschichte
Im Bereich der heutigen Wüstung sind untertägig frühneuzeitliche Befunde nachgewiesen.
Mitte des 12. Jahrhunderts erscheint die Ansiedelung als „Cutental“ in einer Schenkungsurkunde für das Kloster Ensdorf. Ca. 1178 gingen die Ensdorfischen Güter zu „Cutental“ durch Tausch an das Kloster Kastl über. Keitenthal ist 1476 in einer Urkunde genannt, als Hans Sleich, Frühmesser der Pfarrei Allersburg, von Heinrich Liebenecker zu Zant die jährliche Gilt aus dem Zehent zu Keitenthal kaufte. Keitenthal gehörte zum Pflegamt Hohenburg des Hochstifts Regensburg; in der Karte von Christoph Vogel von 1600 erscheint die Ansiedelung als „Keyenthal/Keienthal“. Andernorts heißt es jedoch, dass das „Gut Kutental“ aus dem Ensdorfischen Besitz im 16. Jahrhundert eingegangen sei.
Im Königreich Bayern wurde um 1810 der Steuerdistrikt Griffenwang gebildet und 1811 zum Landgericht Parsberg gegeben. Diesem gehörten die Dörfer Griffenwang und Kittensee sowie die Einöden Aderstall, Neudiesenhof, Oberkeitenthal, Schauerstein und Unterkeitenthal an. Mit dem zweiten bayerischen Gemeindeedikt von 1818 wurde daraus eine Ruralgemeinde.
Als 1865 der „Keitenthalerhof Hs.-Nr. 1 in Oberkeitenthal“ zur Versteigerung ausgeschrieben wurde, hatte das Anwesen einen „Gesamtflächenraum“ von 168 Tagwerken, davon nahmen Gebäude und Hofraum 0,22 Tagwerke ein.
Im Zuge der Bildung eines Truppenübungsplatzes für US- und NATO-Truppen wurde die zwischenzeitlich dem Landkreis Parsberg angehörende Gemeinde Griffenwang von der Größe von 1083,39 ha mit den sechs Orten Aderstall, Griffenwang, Kittensse, Oberkeitenthal, Schauerstein und Unterkeitenthal bis zum 1. Oktober 1951 geräumt und ihre Bewohner abgesiedelt; die Orte wurden zu Wüstungen. Die noch formal bestehende Gemeinde Griffenwang wurde zum 1. Oktober 1970 nach Velburg eingemeindet. Der Gemeindename wurde aufgehoben.
Die Einöde Oberkeitenthal umfasste
- 1830: 12 Einwohner, 2 Häuser[14]
- 1836: 2 bewohnte Häuser[15]
- 1867: 13 Einwohner,5 Gebäude[16]
- 1871: 10 Einwohner, 6 Gebäude; Großviehbestand 1873: 17 Stück Rindvieh[17]
- 1900: 12 Einwohner, 2 Wohngebäude[18]
- 1925: 11 Einwohner, 1 Wohngebäude[19]
- 1950: 4 Einwohner, 1 Wohngebäude[20]

## Kirchliche Verhältnisse
Die Ansiedelung gehörte zur katholischen Pfarrei Allersburg im Bistum Regensburg. Die Kinder gingen im 19./20. Jahrhundert 3 km weit dorthin zur katholischen Schule.